# 道の駅ねごろ歴史の丘
道の駅ねごろ歴史の丘（みちのえき ねごろれきしのおか）は、和歌山県岩出市根来にある和歌山県道63号泉佐野岩出線および市道根来3号線の道の駅である。

## 施設
- 駐車場 88台[1][4]
  - 大型車：10台[3]
  - 普通車：76台[3]
  - 身障者用：2台[3]
- トイレ 27器
  - 男性：14器
  - 女性：11器
  - 身障者用：2器
- 物産販売施設「花笑み館」（10:00 - 18:00）[3] - 道の駅登録時に従来の施設に追加整備されたものである[1][4]。
- 飲食提供施設「Citrus House」（シトラスハウス、9:00 - 17:00）
- ねごろ歴史資料館（9:00 - 17:00）[1][3][4]
- 旧和歌山県会議事堂（国の重要文化財、9:00 - 17:00）[1][3][4][5]

### 管理団体
- 設置者：岩出市[6]
- 指定管理者：ねごろ歴史の丘管理協会

## 休館日
- 花笑み館・Citrus House：年中無休[3]
- ねごろ歴史資料館・旧和歌山県会議事堂：毎週火曜日（祝日は開館）・年末年始（12月29日 - 1月3日）

## アクセス
- 和歌山バス那賀岩出樽井線「ねごろ歴史の丘」停留所下車すぐ
- 和歌山県道63号泉佐野岩出線・市道根来3号線 - 登録路線

自動車
- E24 京奈和自動車道（紀北西道路）岩出根来ICより約3分[1]。

## 周辺
- 根来寺[1][3][4]
- 一乗閣(根来寺遺跡)
- 根来SL公園